# Jesper Skibby
Jesper Skibby est un coureur cycliste danois, né le 21 mars 1964 à Silkeborg.

## Biographie
Il devient professionnel en 1986 et le reste jusqu'en 2000. Il y remporte 24 victoires. Il prend la onzième place de la course en ligne des Jeux olympiques d'été de 1996 à Atlanta.
Dans son autobiographie parue au Danemark à la fin de 2006, il reconnaît s'être dopé pendant sa carrière.
Jesper Skibby est l'acteur malheureux d'un incident durant le Tour des Flandres 1987 : alors en tête de la course, il est percuté par un véhicule de l'organisation dans la montée du Koppenberg. La voiture roule ensuite sur les roues du vélo. Après cet incident, le Koppenberg ne reviendra au menu du Tour des Flandres qu'en 2002.
Il est le frère des coureurs cyclistes Karina et Willy Skibby (en).

## Palmarès
- 1984
  - 3e du Berliner Etappenfahrt
- 1985
  - Champion des Pays nordiques du contre-la-montre par équipes
  -  Champion du Danemark de course aux points amateurs
  - 4e étape du Grand Prix François-Faber
- 1986
  - Tour de l'Essonne
  - 2e du Grand Prix Raf Jonckheere
  - 3e de la Beatrice Classic
  - 3e du Tour du Texas
  - 3e du Trophée Baracchi (avec Brian Holm)
- 1987
  - 1reb étape du Tour du Danemark (contre-la-montre)
  - 3e du championnat du Danemark sur route
- 1988
  - 5ea étape du Tour du Danemark (contre-la-montre)
  - 2e du Grand Prix de la Libération (avec l'équipe Roland)
- 1989
  - 19e étape du Tour d'Italie
  - Grand Prix de la Libération (avec l'équipe TVM-Ragno)
  - 2e du championnat du Danemark sur route
  - 4e de Tirreno-Adriatico
- 1990
  - 3e et 10e (contre-la-montre) étapes du Tour de la Communauté européenne
  - 7e de Milan-San Remo
- 1991
  - 7e étape de Tirreno-Adriatico
  - 3e et 7e étapes du Tour d'Espagne
  - 2e du Tour d'Andalousie
  - 6e de Tirreno-Adriatico
  - 7e du Tour des Flandres
- 1992
  - 2e du Trophée Luis Puig
  - 8e du Tour des Flandres
- 1993
  - 5e étape du Tour de France
  - 5e étape du Tour des Pays-Bas
  - 2e de la Wincanton Classic
  - 6e du Tour de Lombardie
  - 9e de Paris-Tours
- 1994
  - 4e étape de Tirreno-Adriatico
  - 1re et 6e étapes du Tour des Asturies
  - Tour des Pays-Bas :
    - Classement général
    - 5e étape
- 1995
  - 2e et 5e étapes du Tour du Danemark
  - 9e étape du Tour d'Espagne
  - 5e de l'Amstel Gold Race
  - 6e du Tour des Flandres
  - 9e de Milan-San Remo
  - 10e de la Coupe du monde sur route
- 1996
  - 4ea étape du Tour du Danemark
  - 3e de la Clásica de Almería
  - 3e du championnat du Danemark sur route
- 1997
  - 3e du Tour du Danemark
- 1998
  - Circuit des Ardennes flamandes - Ichtegem
- 1999
  -  Champion du Danemark du contre-la-montre par équipes (avec Nicolai Bo Larsen et Michael Steen Nielsen)
  - 5e étape du Tour de Luxembourg
  - 3e étape du Tour de Suède
  - Circuit de Getxo
  - 2e du Tour Down Under
  - 2e du Tour de Suède
  - 2e du championnat du Danemark du contre-la-montre
  - 2e du Grand Prix Eddy Merckx (avec Marc Streel)
- 2000
  -  Champion du Danemark du contre-la-montre par équipes (avec Jakob Piil et Nicolai Bo Larsen)

## Résultats sur les grands tours

### Tour de France
11 participations
- 1987 : 29e
- 1989 : 41e
- 1990 : non-partant (11e étape)
- 1991 : abandon (12e étape)
- 1992 : 56e
- 1993 : 53e, vainqueur de la 5e étape
- 1994 : 45e
- 1995 : 49e
- 1996 : 29e
- 1997 : 82e
- 2000 : abandon (7e étape)

### Tour d'Espagne
6 participations
- 1991 : 28e, vainqueur des 3e et 7e étapes
- 1992 : abandon
- 1994 : abandon (14e étape)
- 1995 : 48e, vainqueur de la 9e étape
- 1996 : abandon (6e étape)
- 1997 : abandon (5e étape)

### Tour d'Italie
5 participations
- 1987 : non-partant (11e étape)
- 1989 : 14e, vainqueur de la 19e étape
- 1990 : abandon (6e étape)
- 1995 : abandon (5e étape)
- 1996 : abandon (11e étape)